# Wye
Wye er med sine 215 kilometer Storbritanniens femtelængste flod og udgør på en del af sit nedre løb grænsen mellem England og Wales. Floden er et vigtigt naturbevaringsområde og populært til rekreative formål.

## Beskrivelse
Wye har sit udspring i de walisiske bjerge ved Plynlimon. Den løber gennem eller nær en række byer og landsbyer som Rhayader, Builth Wells, Hay-on-Wye, Hereford (den eneste større by, den passerer), Ross-on-Wye, Symonds Yat, Monmouth og Tintern, inden den støder til Severns munding lige neden for Chepstow.
Floden er udnævnt til et område af særlig videnskabelig interesse (Site of Special Scientific Interest) samt beskyttet af EU's habitatdirektiv som et af Storbritanniens vigtigste naturbevaringsområder. Store dele af Wyes nedre løb regnes for et af Storbritanniens smukkeste go er udpeget som Area of Outstanding Natural Beauty.
Wye er stort set fri for forurening og er tidligere blevet regnet for en af Storbritanniens bedste floder til laksefiskeri uden for Skotland. Imidlertid er laksebestanden i Wye i de seneste år faldet markant, og fangstmængderne ligger nu under flere andre laksevande i England og Wales. I 1967 blev der fanget 7.864 laks på fiskestang, i 1988 var tallet endnu så højt som 6.401, mens det i 2002 var faldet til 357, et lavpunkt, hvorfra det kun er steget svagt trods intensivt arbejde i regi af Wye and Usk Foundation for at genskabe gode gyde- og opvækstforhold for laksen. Wye var især kendt for sine store forårslaks (såkaldte 'springers'), der havde tilbragt tre-fire år i havet, inden de trak op i floden for at gyde. De ankom gerne mellem januar og juni, og de største vejede over 20 kilo. Rekordlaksen på 27 kilo blev fanget ved Ballingham i 1923. Den seneste større Wye-laks vejede lidt over 23 kilo og blev taget i 1963. De meget store forårslaks er reelt forsvundet i løbet af de seneste to-tre årtier.
Wye er populær til kanosejlads på grund af sin relativt langsomme strøm, som særligt tilgodeser begyndere. Strømfaldene ved Symonds Yat er dog mere krævende. Offentligheden har lov til at sejle fra Hay og nedstrøms. Vandrere kan følge det velholdte stisystem Wye Valley Walk, der følger Wye fra Coed Hafren til Chepstow.
Et udsigtspunkt i nærheden af The Biblins on the Wye går under navnet "Tre counties-udsigten", da det ligger, hvor Herefordshire, Gloucestershire og Monmouthshire mødes. På de sidste 26 kilometer af sit løb, mellem landsbyen Redbrook og Chepstow, fungerer Wye som grænse mellem Wales og England.
De største af tilløb er Lugg og Monnow.

## Historie
Romerne byggede en bro af træ og sten lidt oven for, hvor man i dag finder Chepstow. Det er endnu muligt at sejle op ad floden til Monmouth, således som man har kunnet siden begyndelsen af 1300-tallet. Sir William Sandys forbedrede disse muligheder i 1660'erne, så det kunne lade sig gøre at sejle til Hereford, idet han oprettede sluser, så opstemningerne kunne passeres. Arbejdet viste sig dog ikke at være tilstrækkeligt holdbart, og i 1696 gav en parlamentslov Hereford County lov til at opkøbe og destruere vandmøllerne på Wye og Lugg. Alle sluser og opstemninger blev fjernet, bortset fra New Weir Forge nær Goodrich; denne overlevede til 1815. Opkøbet blev finansieret af en county-skat. Efter at opstemningerne var fjernet langs Wye i Herefordshire, blev floden passabel til countiets vestre grænse og længere op, i hvert fald til Hay-on-Wye. En hestetrækvej blev anlagt i 1808, men kun op til Hereford; før det blev prammene trukket ved mandkraft, på samme måde som det skete på Severn. Der blev i flere omgange brugt penge på at forbedre sejlmulighederne på Lugg fra Leominster til denne flods udløb i Wye ved Mordiford, men det tyder på, at besejlingen af denne flod har været besværlig. Wye vedblev at være kommercielt sejlbar til 1850'erne, hvorpå jernbanerne overtog transporten.

## Besejling og sport
Den britiske miljøstyrelse fastsætter reglerne for sejlads på Wye. Tidevandet går i floden op til Bigsweir, og neden for dette punkt har Gloucester Harbour Trustees myndigheden over besejlingen.
Wye er flittigt anvendt til kano- og kajaksejlads, idet den har strækninger, der passer til forskellige erfaringsniveauer, og fordi der er fri adgang til sejlads fra Glasbury til udløbet i Severn. Der findes mange kanoudlejninger og mulighed for at sejle i grupper med kyndige guider, ligesom der er en række lejrpladser langs floden. Ved Symonds Yat er der et særligt populært sted med kraftigere strømme, og dette område blev i 2003 erhvervet af British Canoe Union med henblik på at bevare strømmene til rekreativ brug.
Tre roklubber holder til ved Hereford, Ross-on-Wye og Monmouth. Der afholdes årlige regattaer ved klubberne i Ross og i Monmouth for roere på alle niveauer.

## Kulturelle referencer
Den romantiske digter William Wordsworth skrev nogle linjer om Wye i digtet "Lines Written a Few Miles Above Tintern Abbey", trykt i Lyrical Ballads i 1798:
How oft, in spirit, have I turned to thee
O sylvan Wye! thou wanderer thro' the woods
How often has my spirit turned to thee!

## Billedgalleri

### Floden
- Ross-on-Wye, Herefordshire.
- Chepstow.
- St. Peter's Church, Dixton.
- "Landskab med floden Wye" af Thomas Jones.
- Eagle's Nest, Symonds Yat.

### Broer over Wye
- Den gamle jernbanebro ved Redbrook.
- Monmouth-viadukten og Duke of Beaufort Bridge ved Monmouth.
- Chepstow Castle og bro.
- Brockweir Bridge.
- Biblins Bridge.
- Wye Bridge, Monmouth.
- Wilton Bridge, Ross-on-Wye.
- Chepstow Bridge ved meget høj højvande.
- Victoria Bridge, Hereford.
- Wyes udløb og M48-vejbroen over Wye.